# Lễ Giáng sinh
Lễ Giáng sinh (còn được gọi là Noel, Christmas) là lễ hội kỷ niệm sự ra đời của Chúa Giê-su, được tổ chức chủ yếu vào ngày 25 tháng 12 hằng năm, là một dịp lễ tôn giáo và văn hóa của hàng tỷ người trên thế giới. Là một đại lễ mừng trọng tâm của năm phụng vụ Kitô giáo, nó kết thúc mùa Mùa Vọng và bắt đầu mùa Giáng sinh, theo lịch sử ở phương Tây kéo dài mười hai ngày cho tới Đêm thứ mười hai (đêm trước Lễ Hiển Linh).  Ngày Giáng sinh là một ngày nghỉ lễ ở nhiều quốc gia trên thế giới, được tổ chức tôn giáo theo đa số Kitô hữu, và cũng được tổ chức như lễ hội văn hóa của nhiều người ngoài Kitô giáo, và tạo thành một phần không thể thiếu của kỳ nghỉ lễ tập trung xung quanh ngày này.
Câu chuyện truyền thống về Giáng sinh, sự giáng sinh của Giêsu, được mô tả trong Tân Ước nói rằng Giê-su được sinh ra ở Bethlehem, phù hợp với những lời tiên tri về đấng thiên sai. Khi Giuse và Maria đến thành phố, nhà trọ không còn chỗ trống và vì vậy họ phải ngủ cạnh máng cỏ nuôi gia súc, nơi Chúa Hài Đồng được sinh ra sau đó, với các thiên thần loan báo tin này cho những người chăn cừu, sau đó họ đã lan rộng thông tin này.
Mặc dù không rõ tháng và ngày sinh của Giêsu, nhưng giáo hội vào đầu thế kỷ thứ tư đã ấn định ngày sinh của Người là 25 tháng 12. Điều này tương ứng với ngày Đông chí trên lịch La Mã. Hầu hết các tín đồ Kitô giáo ăn mừng vào ngày 25 tháng 12 theo lịch Gregory, lịch này đã được áp dụng gần như phổ biến trong lịch dân sự ở các nước trên thế giới. Tuy nhiên, một số giáo hội Kitô giáo Đông phương tổ chức lễ Giáng sinh vào ngày 25 tháng 12 của lịch Julius cũ hơn, hiện tương ứng với ngày 7 tháng 1 trong lịch Gregorius. Đối với Kitô hữu, niềm tin rằng Thiên Chúa đến thế gian trong hình hài của con người để cứu chuộc cho tội lỗi của nhân loại, chứ không cần phải biết ngày tháng năm sinh chính xác của Giêsu, được coi là mục đích chính trong kỷ niệm ngày Giáng sinh.
Các phong tục ăn mừng liên quan đến lễ Giáng sinh ở các quốc gia khác nhau có sự pha trộn giữa các chủ đề và nguồn gốc tiền Kitô giáo, Kitô giáo và thế tục. Phong tục hiện đại phổ biến của ngày lễ bao gồm tặng quà; hoàn thành lịch Mùa Vọng hoặc vòng hoa Mùa Vọng; Nhạc Giáng sinh và hát mừng; xem vở kịch Chúa giáng sinh; trao đổi thiệp Giáng sinh; lễ thờ phượng; một bữa ăn đặc biệt; và trưng bày các đồ trang trí Giáng sinh khác nhau, bao gồm cây Giáng sinh,   đèn Giáng sinh, Hoạt cảnh giáng sinh, vòng hoa, vòng hoa, cây tầm gửi và nhựa ruồi. Ngoài ra, một số nhân vật có liên quan chặt chẽ và thường thay thế cho nhau, được gọi là Ông già Noel, Cha Giáng sinh, Thánh Nicôla và Christkind, có liên quan đến việc mang quà cho trẻ em trong mùa Giáng sinh và có truyền thống và truyền thuyết riêng của họ. Bởi vì việc tặng quà và nhiều khía cạnh khác của lễ hội Giáng sinh liên quan đến hoạt động kinh tế gia tăng, nên ngày lễ đã trở thành một sự kiện quan trọng và là thời điểm bán hàng quan trọng cho các nhà bán lẻ và doanh nghiệp. Tác động kinh tế của Giáng sinh đã phát triển đều đặn trong vài thế kỷ qua ở nhiều khu vực trên thế giới.

## Tên gọi
Noel (phiên âm tiếng Việt: Nô-en hoặc No-en), từ tiếng Pháp Noël, dạng cổ hơn là Naël, có gốc từ tiếng Latinh nātālis (diēs) có nghĩa là "(ngày) sinh". Cũng có ý kiến cho rằng tên gọi Noel xuất phát từ danh hiệu Emmanuel, tiếng Hebrew nghĩa là "Thiên Chúa ở cùng chúng ta", được chép trong sách Phúc âm Matthêu.
Trong tiếng Anh, ngày lễ này được gọi phổ biến là Christmas, theo nghĩa chiết tự là "(ngày) lễ của Đức Kitô". Chữ Mass nghĩa là thánh lễ. Chữ Christ là tước hiệu của Giêsu, được viết trong tiếng Hy Lạp là Χριστός (Khristós, phiên âm Việt là "Ki-tô" hoặc "Cơ-đốc", có nghĩa là Đấng được xức dầu), mở đầu bằng chữ cái "Χ" (Chi) nên Christmas còn được viết tắt là Xmas. Tuy nhiên, cuốn The Cambridge Guide to Australian English Usage nhận xét rằng cách phát âm của từ Xmas không trang trọng và nên hạn chế sử dụng trong viết câu, nhất là trong các tiêu đề hay trên bưu thiếp. The Christian Writer's Manual of Style cũng cho rằng không nên viết từ Xmas trong văn phong trang trọng.

## Sự giáng sinh của Chúa Giê-su

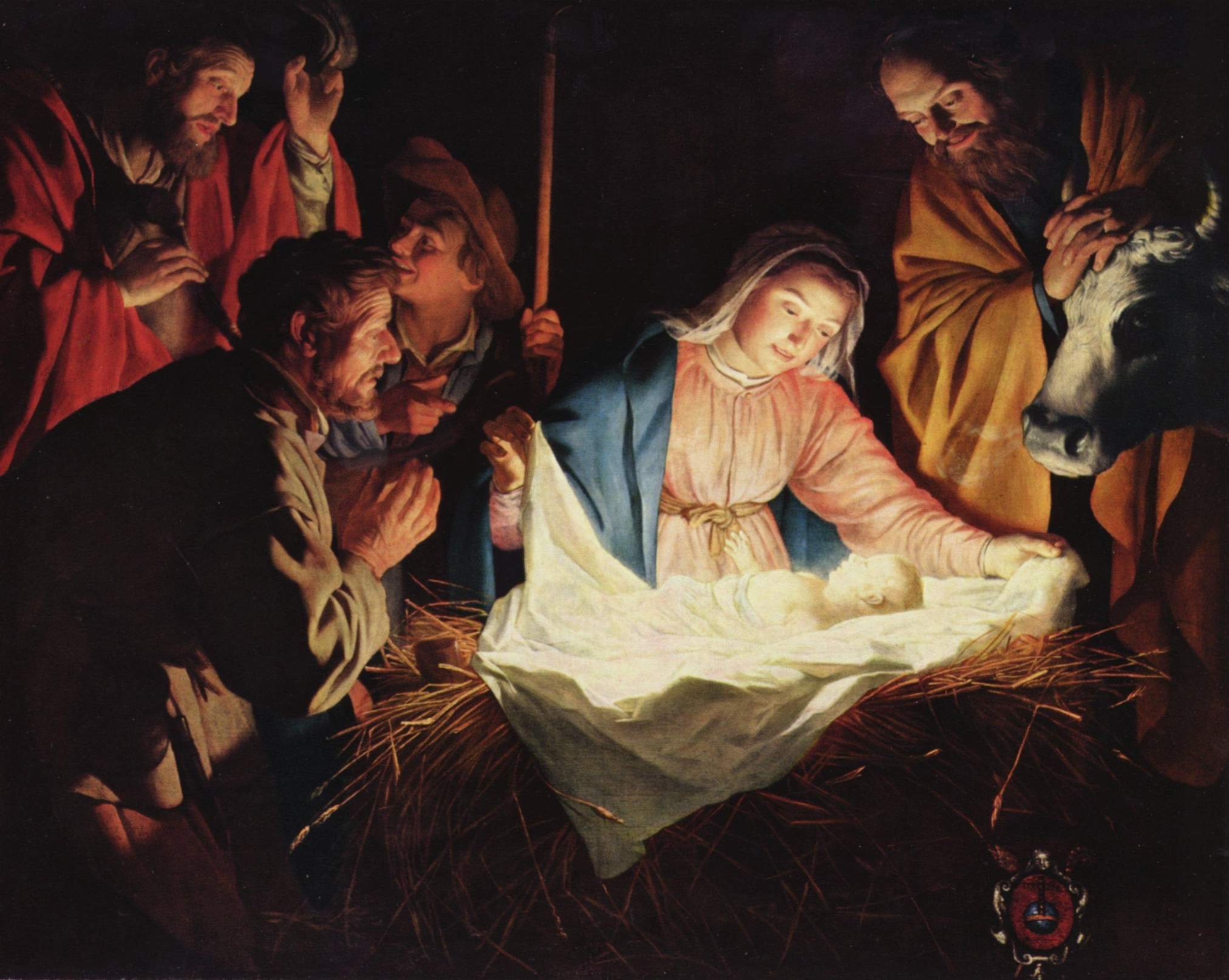
Các mục đồng chiêm bái Giê-su Hài Đồng, tranh vẽ của Gerard van Honthorst, 1622.

Theo Phúc âm của Luca (Luke) và Mát-thêu (Matthew) thì Giê-su được Maria, một phụ nữ đồng trinh và là vợ bác thợ mộc Giuse, sinh ra ở Bethlehem xứ Judea. Theo Luke, thì Giê-su được sinh ra và đặt nằm trong một máng cỏ vì bà Maria và ông Giuse không tìm được chỗ trọ qua đêm khi đang cùng đoàn người du hành đến Bethlehem. Các thiên sứ loan tin rằng người này sẽ là Đấng cứu thế, và các mục đồng đến chiêm bái. Theo Phúc âm Matthew thì  các nhà thông thái (hoặc đạo sĩ) đã theo hướng một ngôi sao để đến Bethlehem và dâng tặng những phẩm vật lên Chúa hài đồng, vì họ tin rằng người sinh ra để làm vua của người Do Thái. Herod Đại đế biết được liền tàn sát tất cả các trẻ em trai mới sinh ở Bethlehem để tìm giết Giêsu, nhưng gia đình Giêsu đã kịp chạy trốn đến Ai Cập và sau đó định cư tại Nazareth.

## Lịch sử

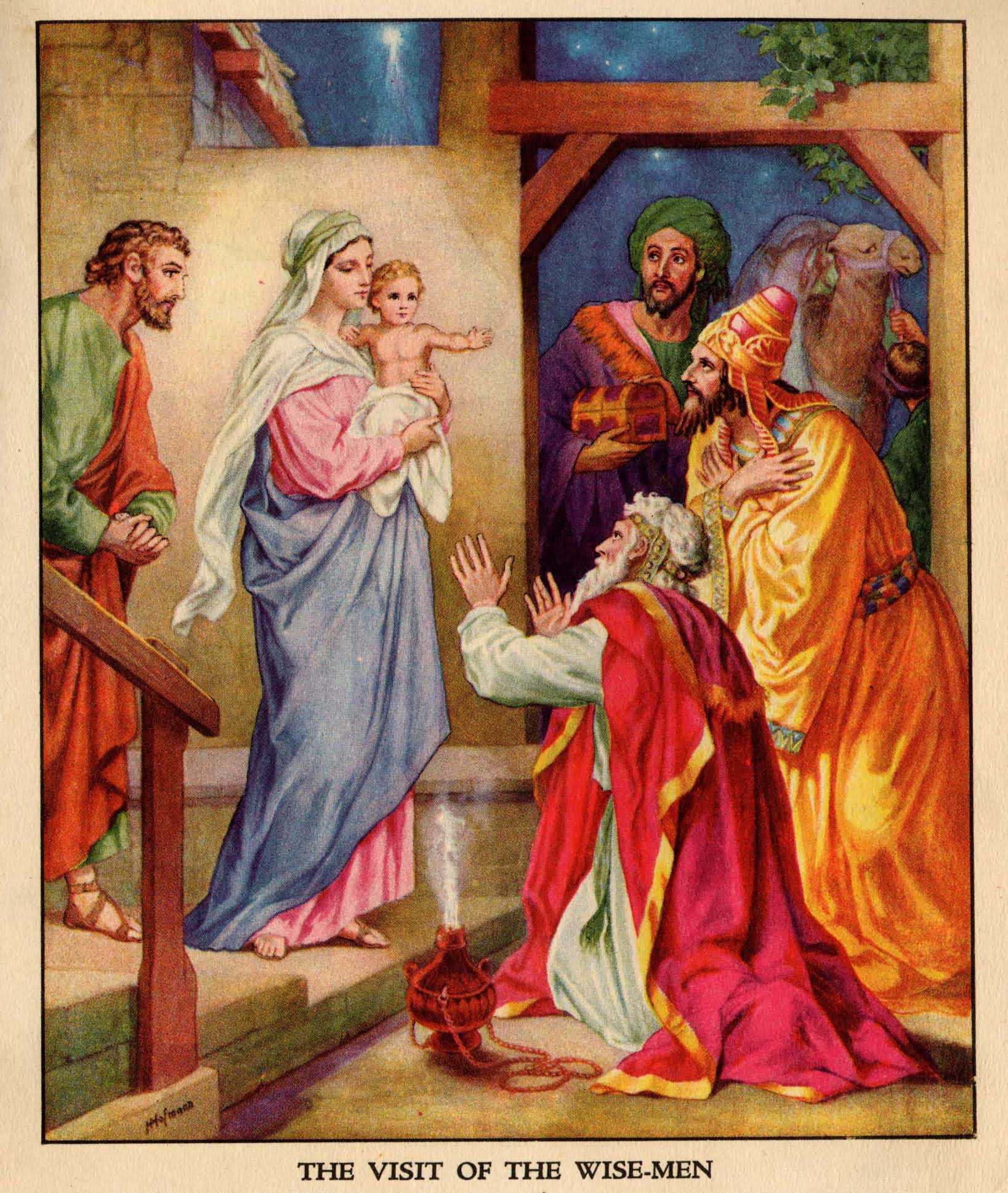
Ba nhà chiêm tinh theo ánh sao chỉ đường tới thăm Hài Nhi Giêsu, tranh vẽ

### Ngày tháng
Ngay từ thời kỳ Kitô giáo sơ khởi, dù ban đầu Giáo hội chưa cử hành lễ mừng kính sự giáng sinh của Đức Giêsu nhưng ngày 25 tháng 12 đã được coi là sinh nhật Đức Giêsu bởi Irenaeus, Hippolytus thành Roma và Sextus Julius Africanus. Bên cạnh đó có các suy đoán khác, Clemens thành Alexandria đề cập đến một số ngày được người ta đưa ra như 20 tháng 5.
Trong nhiều thế kỷ, những sử gia Kitô giáo chấp nhận ngày 25 tháng 12 này. Tuy nhiên, đến đầu thế kỷ XVIII, các học giả bắt đầu đề xuất các cách giải thích khác. Isaac Newton cho rằng lễ Giáng sinh được chọn vào ngày Đông chí - mà theo lịch thời đó rơi vào ngày 25 tháng 12 - bởi vì với các Kitô hữu, Đức Giêsu chính là "Mặt trời công chính" đã được tiên tri trong Malachi 4:2. Năm 1743, một người Đức theo Kháng Cách, Paul Ernst Jablonski cho rằng lễ Giáng sinh được chọn vào ngày 25 tháng 12 là để tương ứng với lễ hội tôn vinh mặt trời Dies Natalis Solis Invicti của người La Mã, ông xem việc này là một sự "ngoại giáo" hóa đã làm tha hóa Giáo hội đích thực. Tuy nhiên có quan điểm ngược lại cho rằng chính lễ hội Dies Natalis Solis Invicti được Hoàng đế Aurelianus thiết lập vào năm 274 hầu như là một nỗ lực nhằm tạo ra một ngày lễ ngoại giáo thay thế cho một ngày vốn đã có ý nghĩa với các Kitô hữu ở Rôma. Năm 1889, học giả Pháp Louis Duchesne cho rằng thời điểm được chọn là ngày Giáng sinh được tính bằng 9 tháng sau sự kiện Truyền tin, ngày Đức Giêsu được hoài thai; truyền thống có từ rất sớm trong Giáo hội liên kết sự chết và sự nhập thể của Đức Giêsu với nhau, theo đó hai sự kiện này rơi vào cùng một ngày trong niên lịch: 25 tháng 3 theo cách tính của Tây phương hoặc 6 tháng 4 theo cách tính của Đông phương. Do vậy, việc ấn định 25 tháng 12 là ngày Giáng sinh không chịu ảnh hưởng từ ngoại giáo, đến khi Hoàng đế Aurelianus muốn biến ngày này thành ngoại giáo thì tới lượt các Kitô hữu tái thích ứng ngày này thành ngày lễ cử hành mừng sinh nhật Đấng Kitô.

## Biểu tượng Giáng sinh và ý nghĩa

### Vòng lá mùa Vọng

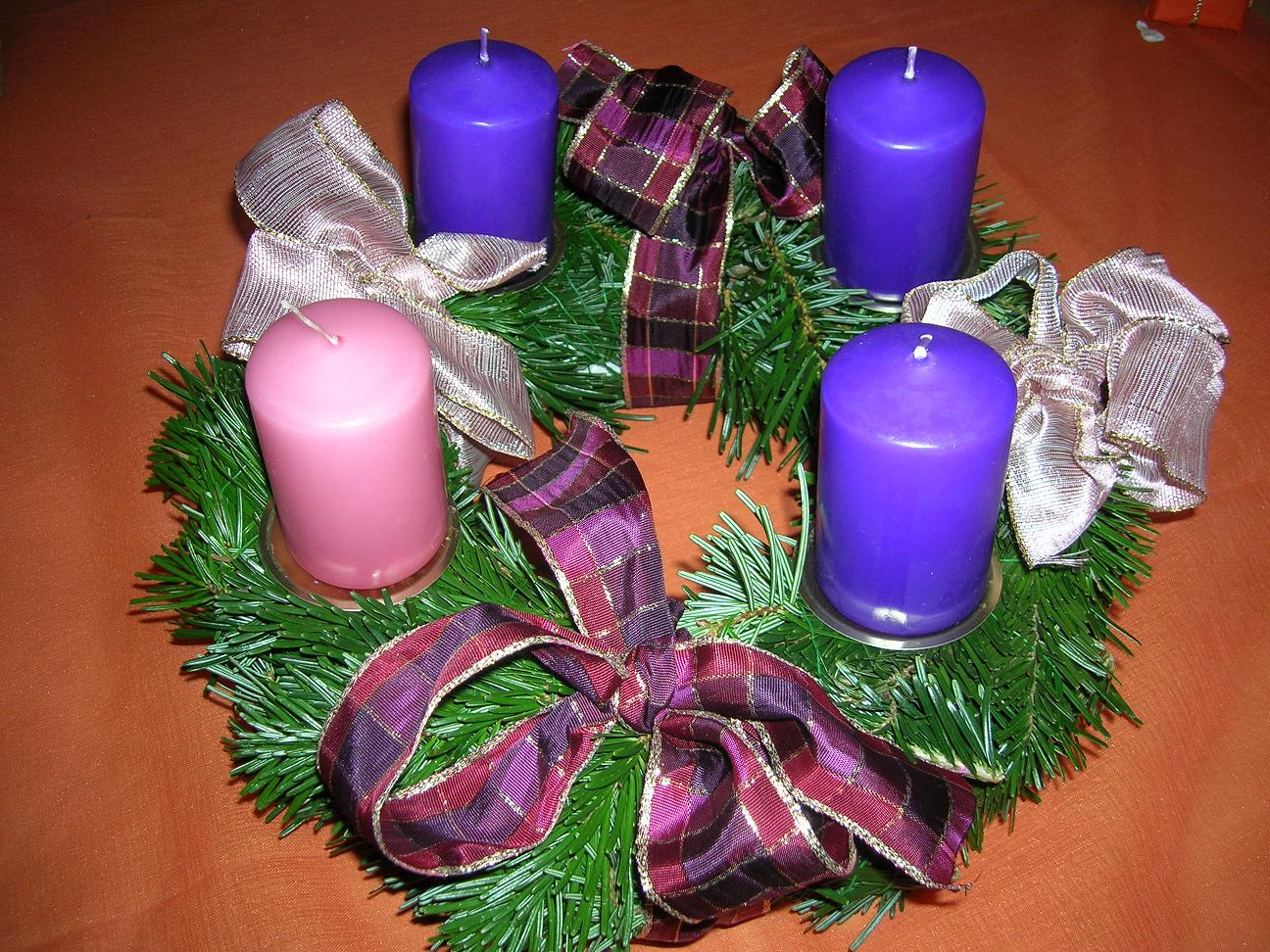
Vòng lá mùa Vọng

Vòng lá mùa Vọng là vòng tròn kết bằng cành lá xanh thường được đặt trên bàn hay treo lên cao để mọi người trông thấy, trong 4 tuần Mùa Vọng. Cây xanh thường được trang hoàng trong các bữa tiệc của dịp Đông chí - dấu hiệu của mùa đông sắp kết thúc. Trên vòng lá đặt 4 cây nến. 4 cây nến bao gồm ba cây màu tím - màu của Mùa Vọng, cây thứ 4 là màu hồng, là màu của Chúa Nhật thứ Ba mùa Vọng, hay còn gọi là Chúa Nhật Vui mừng (Gaudete Sunday). Hoặc 4 cây nến đỏ, cứ mỗi tuần mùa Vọng đốt 1 cây nến.
Tục lệ này khởi xướng bởi các tín hữu Lutheran ở Đức vào năm 1839 với 24 cây nến gồm 20 nến đỏ và 4 nến trắng, cứ mỗi ngày gần Giáng sinh được đốt thêm một cây nến.
Vòng lá có hình tròn nói lên tính cách sự sống vĩnh hằng và tình yêu thương vô tận của Thiên Chúa. Màu xanh lá nói lên hy vọng rằng Đấng Cứu Thế sẽ đến cứu con người. 

### Lịch mùa Vọng
Ngoài ra, tại phương Tây, thường có một lịch mùa Vọng là một lịch đặc biệt được sử dụng để đếm hoặc kỷ niệm những ngày chờ đợi đến lễ Giáng sinh.

### Hang đá và máng cỏ

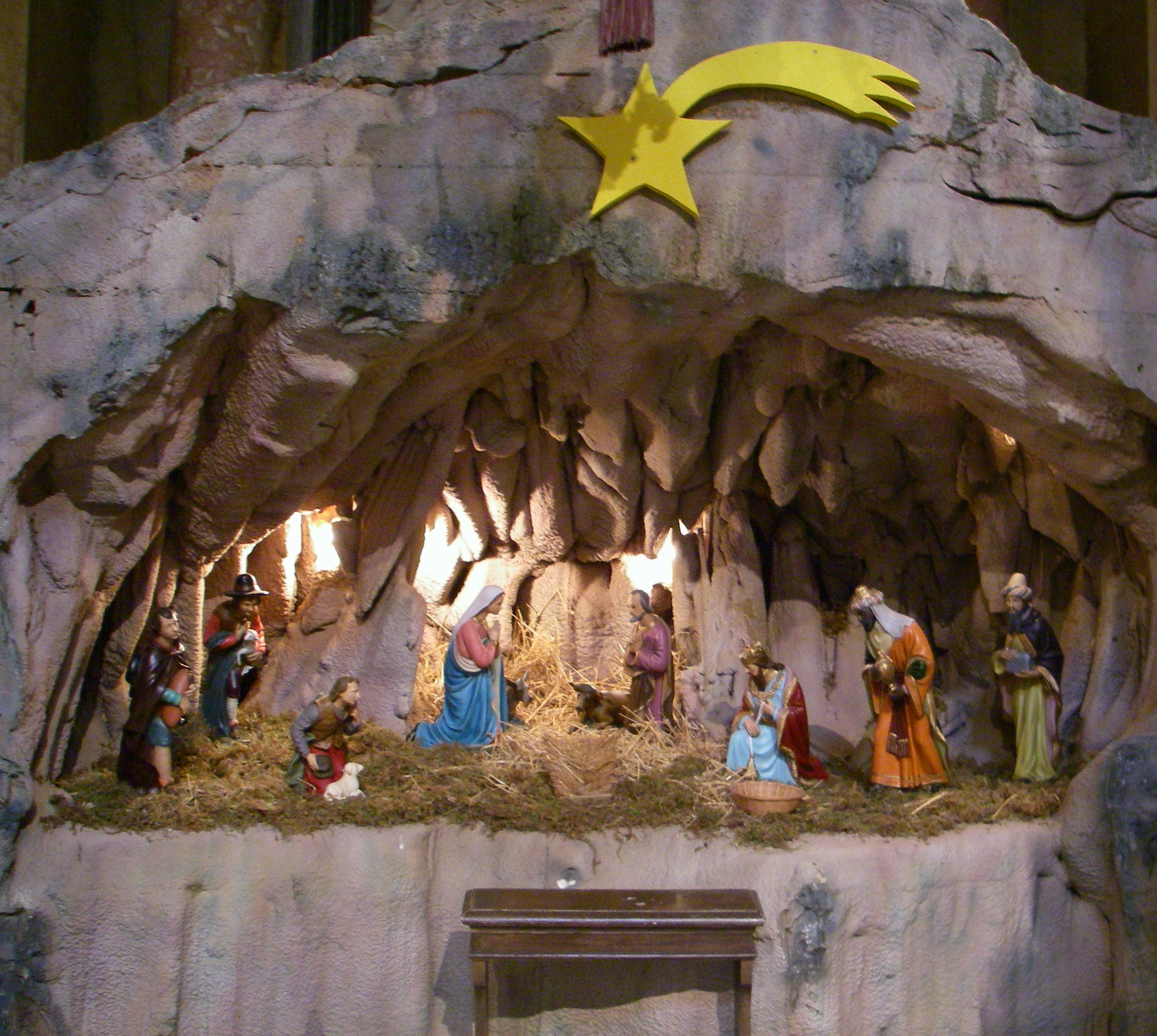
Hang đá và máng cỏ

Vào mùa Giáng sinh, một máng cỏ được đặt trong hang đá (có thể làm bằng gỗ, giấy), được dựng lên trong nhà hay ngoài trời, với các hình tượng Giê-su, Maria, Thánh Giu-se, xung quanh là các thiên sứ, mục đồng cùng các gia súc như bò, lừa để kể lại sự tích Chúa ra đời trong máng cỏ. Bên trên thường có gắn một ngôi sao, biểu trưng cho ngôi sao đã dẫn đường cho các nhà chiêm tinh đến diện kiến Chúa Giáng sinh.

### Cây Giáng sinh
Cây Giáng sinh là cây xanh thường là cây thông được trang hoàng để trình bày trong dịp lễ Giáng sinh theo phong tục của người Kitô giáo.

### Thiệp Giáng sinh

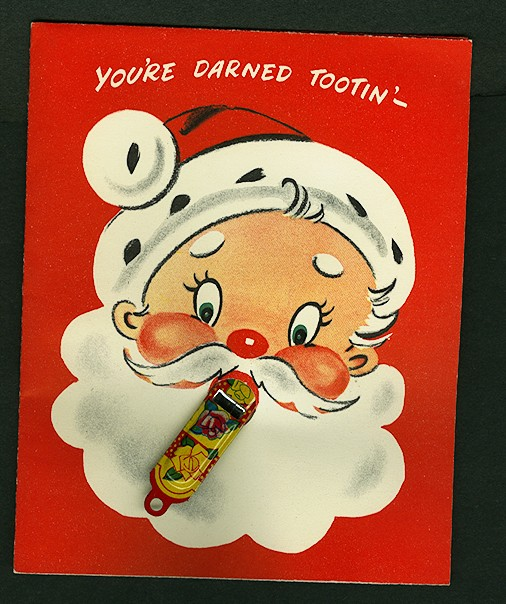
Thiệp Giáng sinh với hình ông già Noel năm 1940

Bắt nguồn từ năm 1843 khi ông Henry Cole (1808 - 1882), một thương gia giàu có nước Anh, đã nhờ John Callcott Horsley (1817 - 1903), một họa sĩ ở Luân Đôn, thiết kế một tấm thiệp thật đẹp để tặng bạn bè. Vào Noel năm đó, Horsley trình làng tấm thiệp đầu tiên trên thế giới và sau đó nó đã in ra 1000 bản. Thiệp Giáng sinh nhanh chóng bùng phát và trở thành mốt thịnh hành ở Anh trong suốt 10 năm kể từ khi Chính phủ Anh thông qua đạo luật năm 1846 cho phép bất kỳ người dân nào gửi thư đến bất kỳ nơi nào với giá rẻ. Không lâu sau, trào lưu này du nhập sang Đức và tới 30 năm sau người Mỹ mới chấp nhận nó.

### Quà Giáng sinh

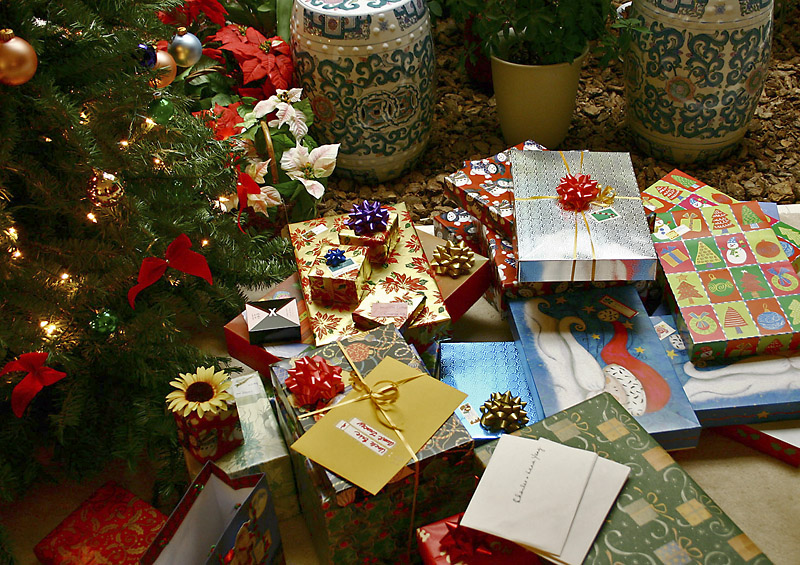
Quà và thiệp Giáng sinh đặt dưới cây thông

Những món quà biểu lộ tình yêu của mọi người với gia đình và bè bạn. Đối với một số người, những món quà Giáng sinh còn có một ý nghĩa tín ngưỡng sâu sắc. Đó là lễ kỷ niệm ngày sinh của Giê-su, món quà mà Thiên Chúa đã ban tặng cho con người.
Khi Giê-su cất tiếng khóc chào đời tại Bethlehem trong một cái máng cỏ, ba nhà thông thái (hay nhà chiêm tinh, theo truyền thống cũng là ba vị vua) từ phương Đông đã đến để bày tỏ sự thành kính của mình. Họ mang đến ba món quà quý giá, đó là vàng, nhũ hương và mộc dược. Vàng có ý nói Giêsu là vua, nhũ hương để tuyên xưng Giêsu là Thiên Chúa và mộc dược tiên báo cuộc khổ nạn và sự chết của Giêsu để cứu chuộc nhân loại.
Ba vị vua rất giàu có nhưng những người dân nghèo hầu như chẳng có tài sản cũng mang đến bất cứ những gì họ có thể để tỏ lòng thành kính với Chúa Hài đồng. Những người chăn cừu tặng Giêsu hoa quả và những món đồ chơi nhỏ do chính họ tạo ra.
Theo truyền thuyết xưa, Ông già Noel thường cưỡi xe tuần lộc trên trời, đến nhà có cây thông Giáng sinh và leo qua ống khói để đem đến những món quà cho các em nhỏ đang ngủ và thường để quà trong những chiếc bít tất (vớ).
Ngoài ra, ngày nay ở Việt Nam thì Giáng sinh cũng là dịp để các bạn trẻ có cơ hội gửi cho nhau những món quà, những bó hoa tươi và lời chúc tốt đẹp đến người thân và bạn bè.

### Chợ Giáng sinh
Chợ Giáng sinh là một chợ đường phố kiểu truyền thống được tổ chức vào dịp Giáng sinh (thường bắt đầu khoảng 1 tháng trước Lễ Giáng sinh) có nguồn gốc tại vùng đất ngày nay là nước Đức và Đông Bắc nước Pháp. Bắt đầu xuất hiện từ cuối thời Thời kỳ Trung Cổ (khoảng thế kỷ XIV), cho đến nay chợ Giáng sinh vẫn là nét văn hóa truyền thống đặc sắc của Đức, Áo và Đông bắc Pháp trong dịp Giáng sinh cũng như được phổ biến đến nhiều quốc gia khác trên thế giới.

## Lễ Giáng sinh ở các nước

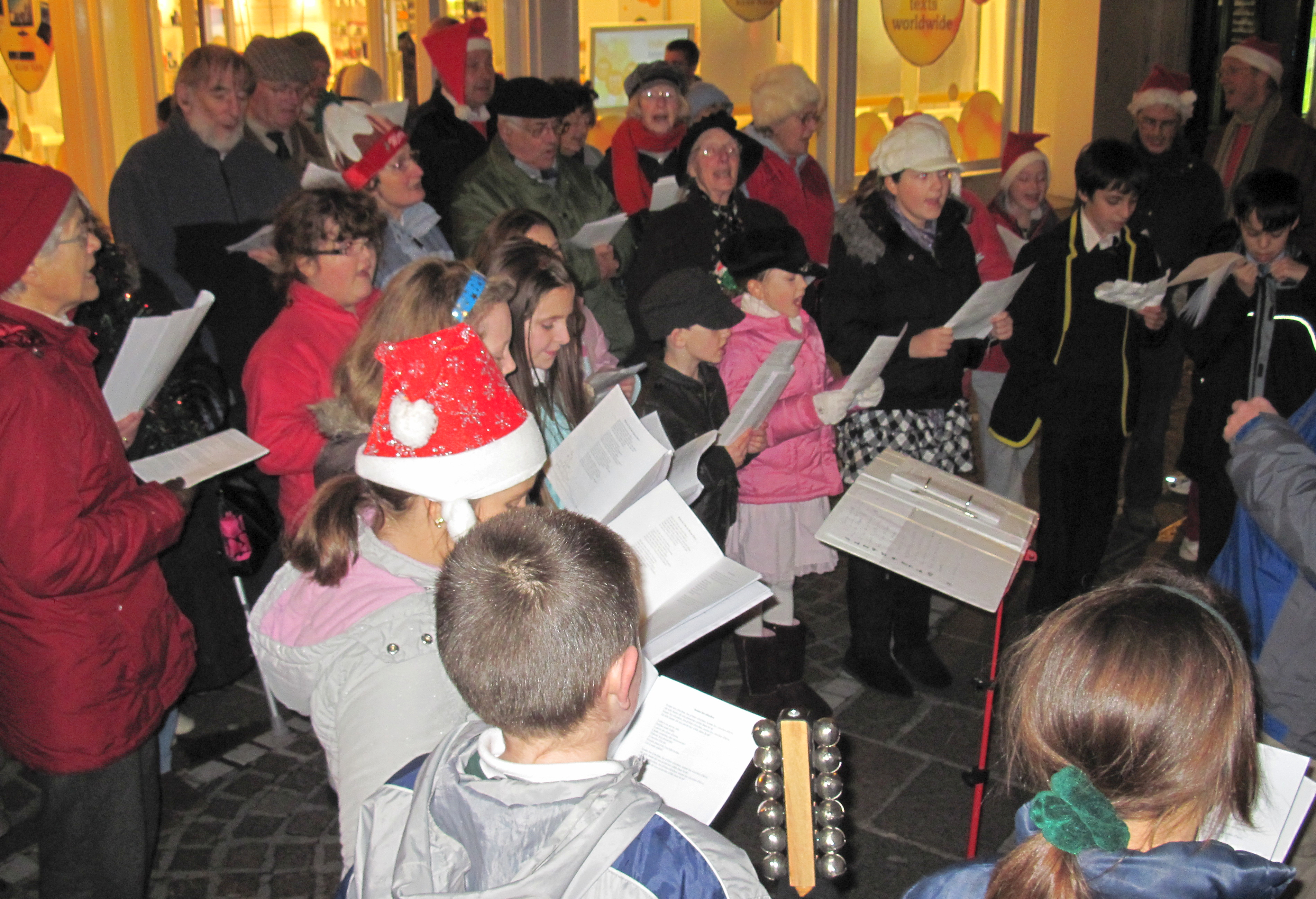
Hát mừng Giáng sinh ở Jersey

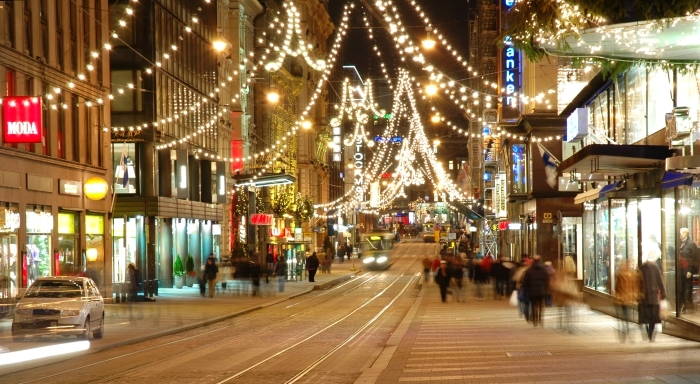
Phố xá ở Helsinki, Phần Lan tại Lễ Giáng sinh năm 2005

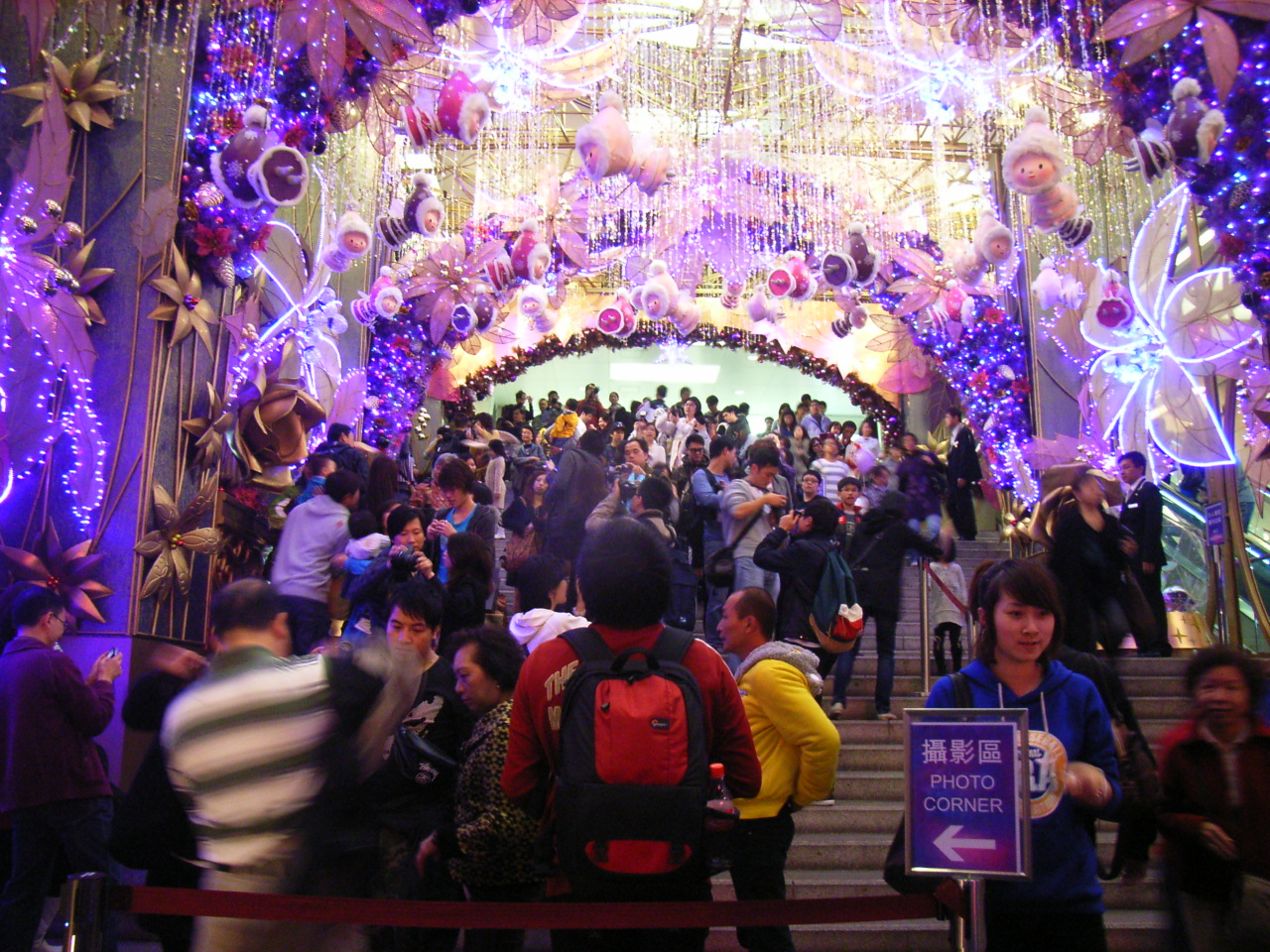
Tổ chức lễ Giáng sinh ở Hồng Kông năm 2009.

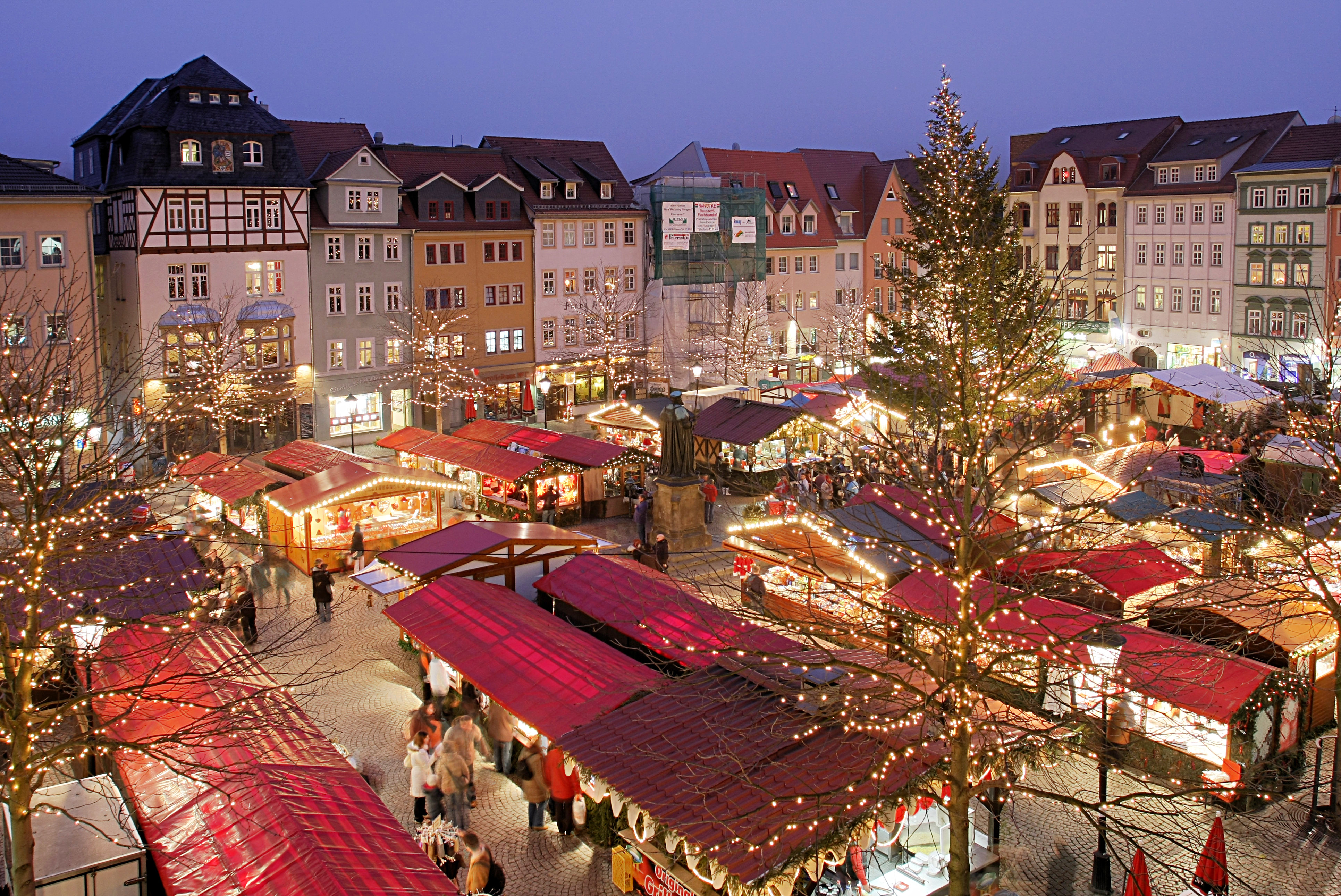
Hội chợ Giáng sinh tại Đức

### Châu Âu
Ở hầu hết các quốc gia châu Âu, ngày lễ Giáng sinh vào hai ngày 25 và 26 tháng 12 là ngày nghỉ lễ chính thức có trả lương cho tất cả người lao động. Đối với người châu Âu, theo truyền thống Giáng sinh trước hết là một dịp đoàn tụ gia đình, để mỗi người nói lên tình yêu và tỏ sự quan tâm tới những người thân trong gia đình, họ hàng và với bạn bè, hàng xóm, khi những người con đi làm xa về thăm lại gia đình. Sau buổi thánh lễ vào chiều ngày 24 tháng 12, thường được nối tiếp là một bữa ăn tối chung trong gia đình và trao quà vào lúc nửa đêm; từ buổi chiều là ngoài đường gần như không còn người qua lại. Sáng ngày 25 tháng 12, thường là cả gia đình cùng đi nhà thờ dự thánh lễ.
Tại Đức, các chiều ngày 24 (nửa ngày), ngày 25 và 26 tháng 12 là ngày nghỉ quốc gia có trả lương và không được phép mở cửa tiệm buôn bán (ngoại trừ tại nhà ga xe lửa hoặc sân bay). Chiều tối và đêm 24 tháng 12 là nằm trong danh sách luật "những ngày lễ yên lặng" (Stille Tage), có những luật cấm tùy theo các bang như cấm tổ chức khiêu vũ, cấm làm ồn, cấm tổ chức tất cả các sự kiện giải trí bên ngoài nhà....
Tại Anh và các quốc gia Thịnh vượng chung Anh có truyền thống trao quà vào Ngày tặng quà 26 tháng 12.

### Hà Lan
Cũng như các quốc gia Tây Âu khác, tại Hà Lan không khí lễ hội bắt đầu từ mùa Vọng, đặc biệt là từ đêm 6 tháng 12, đêm thánh Nicolas. Món quà của thánh Nicolas tặng cho ba chị em nghèo khổ qua chiếc ống khói và phong tục treo tất ở ống khói có thể được bắt nguồn từ câu chuyện này. Theo truyền thuyết, mỗi năm vị Thánh bổn mạng ở Amsterdam này đi thuyền tới thành phố với người cộng sự của mình là Black Peter ăn mặc như một người Moor. Họ được đón chào nồng nhiệt. Mọi người trao đổi quà với nhau và họ náo nức chuẩn bị cho mùa Giáng sinh.

### Hoa Kỳ
Giáng sinh là ngày lễ lớn nhất ở Hoa Kỳ, tương tự với Tết Nguyên Đán ở Việt Nam, đều nhấn mạnh đến ý nghĩa sum họp gia đình. Sau lễ Tạ ơn vào Thứ Năm thứ tư của tháng 11, dân chúng lẫn những nơi buôn bán bắt đầu chuẩn bị cho lễ Giáng sinh.

### Hungary
Theo truyền thống, các gia đình Hungary vẫn ăn chay cho đến hết ngày 24 tháng 12 và bữa chay tối chung ngày 24 tháng 12 của cả gia đình được chuẩn bị chu đáo với các món táo, hạnh nhân, mật ong và tỏi, các loại ngũ cốc, kèm xúp đậu nấu với bơ, sau này khi tục lệ ăn chay được nới lỏng, họ có thể thêm món súp cá hoặc bắp cải nhồi thịt. Cũng theo phong tục, bà chủ nhà không được rời bàn tiệc trong suốt buổi ăn và mọi người đứng ăn, và rơm được đặt dưới bàn để tưởng nhớ sự tích Chúa Giêsu ra đời trong máng cỏ.

### Nga
Với Chính thống giáo Nga, cũng như Chính thống giáo tại các nước Đông Âu và Đất thánh Jerusalem, Giáng sinh rơi vào ngày 7 tháng 1 bởi họ dùng lịch Julius chứ không dùng lịch Gregorius có từ thế kỷ XVI. Ông già Tuyết trong ngày Giáng sinh theo Chính thống giáo Nga có vẻ ngoài tương tự như "đồng nghiệp" ở phương Tây nhưng mặc áo màu xanh và có một người cháu đi theo trợ giúp là Công chúa Tuyết. Công chúa là người trao quà cho trẻ em. Với nhiều người Nga, lý do chính để ăn mừng Giáng sinh không phải bản thân ngày lễ này, mà đây là dịp để nghỉ ngơi.

### Nhật Bản
Nhật Bản không có ngày nghỉ lễ Giáng sinh chính thức. Giáng sinh ở Nhật Bản không mang nhiều màu sắc tôn giáo. Từ đầu tháng 12, phố xá đã bắt đầu treo đèn trang trí. Các trung tâm lớn ở Tokyo như ga Tokyo, Ikebukuro, Shinjuk, Shibuya, Rokpongi, Ginza v.v. đều treo đèn rất đẹp. Đặc biệt nổi tiếng có lẽ là hành lang đèn có tên "Tokyo Millenario" do đạo diễn mỹ thuật người Ý tên là Valerio Festi thiết kế chạy dài 800 m tại Marunouchi gần ga Tokyo. Người Nhật thường gọi Ông già Noel là Santa-san (サンタさん) nhằm tăng thêm sự dễ thương và kính mến cho ông vốn đã là một phần văn hóa của họ.
Gần đến ngày Giáng sinh tại các quảng trường đều có đặt cây thông. Các siêu thị bán nhiều mặt hàng cho lễ Giáng sinh như giày ủng đỏ đựng đầy bánh kẹo bên trong, các vòng lá thông gắn băng lụa đỏ và chuông mạ vàng, có cả bánh ngọt mùa Giáng sinh của châu Âu như panettone có xuất xứ từ Italia. Một số nhân viên bán hàng hóa trang thành ông già Noel khi phục vụ khách hàng. Các cửa hàng bách hóa lớn  mở cửa đến 11 giờ đêm, làm việc cả 31 tháng 12 và 1 tháng 1. Trai gái thường lấy mùa Giáng sinh để tỏ tình, tặng quà nhau mang ý nghĩa đặc biệt nhưng các kuribocchi (クリぼっち (Giáng sinh một mình))  chủ yếu toàn yêu cho có rồi mai lại như "người dưng nước lã" không còn quan tâm đến nhau nữa. Vào đêm Giáng sinh các gia đình Nhật thường ăn bánh ngọt mùa Giáng sinh do họ tự làm hoặc mua ở hiệu, nhưng chủ yếu vẫn là rủ đi ăn KFC và gọi Colonel Sanders là "Santa-san thời hiện đại".

### Việt Nam

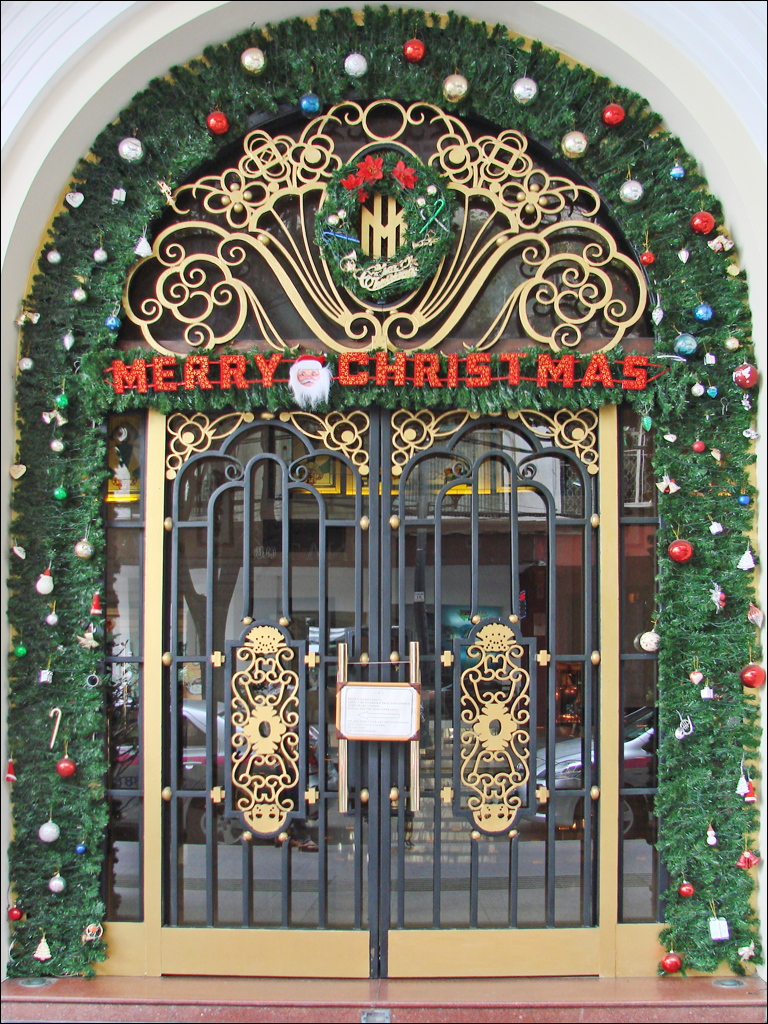
Trang trí Giáng sinh ngoài cửa Khách sạn Majestic Saigon

Giống như Nhật Bản, dù không phải là ngày nghỉ chính thức tại Việt Nam nhưng Giáng sinh vẫn được coi như một ngày lễ chung, được tổ chức vào tối 24 và kéo sang ngày 25 tháng 12. Một số công ty, tổ chức tư nhân có thể cho nhân viên nghỉ trong ngày Giáng sinh. Trong những ngày này, cây thông Nô-en được trang trí ở nhiều nơi, có thể là cây nhân tạo làm bằng nhựa, hoặc cây thật thường là thông ba lá hoặc thông đuôi ngựa, trong khi ở các nước phương tây dùng đa dạng các loài thông, vân sam, lãnh sam. Trên cây, người ta thường treo các đồ trang trí nhiều loại nhưng thường có những cặp chuông, dây giả tuyết, những chiếc ủng, các gói quà tượng trưng và đèn trang trí giống như các nước phương Tây.
Lễ Giáng sinh ở Việt Nam là một dịp sinh hoạt văn hóa cộng đồng. Và cũng giống như Nhật Bản, trong đêm Giáng sinh là dịp để, những đôi "tình nhân" âu yếm tặng quà cho nhau, trẻ em háo hức chờ sự xuất hiện của ông già Noel, gia đình bè bạn cùng nhau mở tiệc vui lễ (ở Mỹ khi cặp đôi đứng cạnh nhau sẽ trao cho nhau một nụ hôn)
Đặc biệt là những người Công giáo thì chuẩn bị tham dự thánh lễ tại thánh đường giáo xứ hoặc giáo họ của mình.

## Hoạt cảnh giáng sinh
Bài chi tiết: Hoạt cảnh giáng sinh
Theo truyền thống Cơ đốc giáo, cảnh Chúa giáng sinh (còn được gọi là cảnh máng cỏ, cũi, crèche (/ krɛʃ / hoặc / kreɪʃ /), hoặc trong tiếng Ý presepio hoặc presepe, hoặc Bethlehem) là một loại triển lãm đặc biệt trong mùa Giáng sinh, sự trang trí này nhằm đại diện cho sự ra đời của Chúa Giê-su. Mặc dù thuật ngữ "cảnh giáng sinh" có thể được sử dụng cho bất kỳ hình ảnh đại diện nào về chủ đề rất phổ biến là Lễ giáng sinh của Chúa Giê-su trong nghệ thuật, nó có ý nghĩa chuyên biệt hơn đề cập đến các màn trình diễn theo mùa, hoặc sử dụng các nhân vật mô hình trong bối cảnh hoặc tái hiện được gọi là "sự giáng sinh sống động cảnh "(hoạt cảnh) trong đó con người và động vật thực tham gia. Các cảnh giáng sinh trưng bày các nhân vật đại diện cho sự giáng sinh của Chúa Giêsu, Đức Mẹ Maria và Thánh Giuse.

## Đối kháng
Việc tổ chức lễ Giáng sinh từng bị chống đối trong một số trường hợp. Người Thanh giáo khi lên nắm quyền tại Anh và Bắc Mỹ vào giữa thế kỷ 17 đã cấm mừng lễ Giáng sinh, cũng như Nghị viện Scotland do người Trưởng lão phái nắm giữ đã ra luật cấm lễ Giáng sinh từ 1637 tới 1690.
Gerry Bowler trong cuốn sách năm 2016 Christmas in the Crosshairs: Two Thousand Years of Denouncing and Defending the World's Most Celebrated Holiday (Giáng sinh trong tầm ngắm: Hai nghìn năm bài trừ và bảo vệ dịp lễ trọng thể nhất thế giới) viết rằng từng có những 'cuộc chiến' chống lễ Giáng sinh qua nhiều thế kỷ, và các chế độ toàn trị đều bài xích hoặc cố biến lễ Giáng sinh thành một thứ lễ hội phục vụ chính trị: Cụ thể là Gerry Bowler cho hay khi những người Bolshevik lên nắm quyền tại Nga, Lenin đã ra lệnh cho công an mật bắn chết ai dám bỏ ngày đi làm để ở nhà mừng lễ Giáng sinh. Sau đó, hình ảnh Stalin được xây dựng tương tự ông già Giáng sinh: một cụ già đôn hậu, đem quà cho trẻ con. Chế độ phát-xít Đức tuy không cấm hẳn Giáng sinh nhưng thay đổi lời bài hát về lễ này để ca ngợi Hitler.
Các nhà nước vô thần như Liên Xô, Trung Quốc, và một số nước đa số theo Hồi giáo như Somalia, Tajikistan và Brunei cũng cấm lễ Giáng sinh.

## Xem thêm

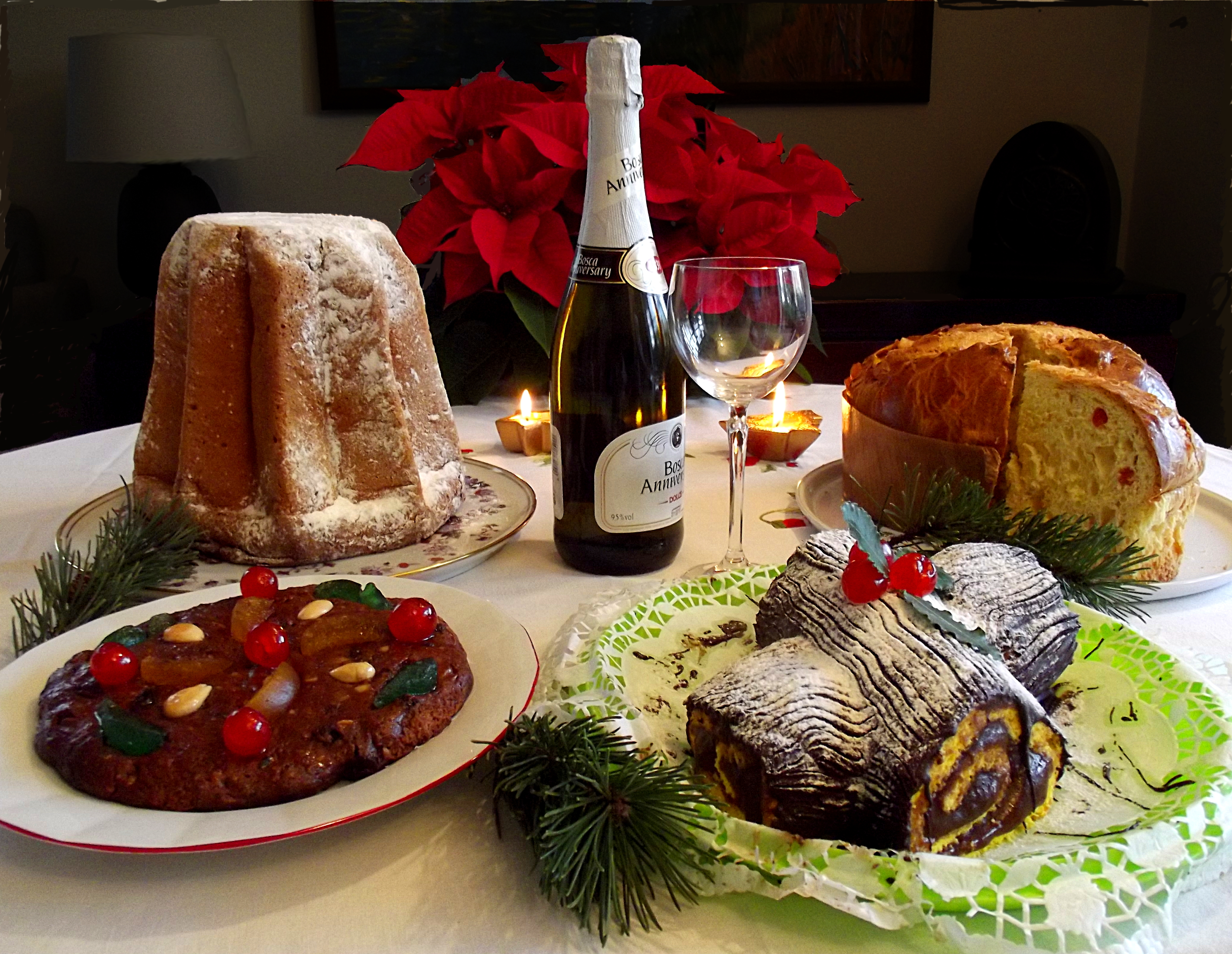
Các loại bánh Giáng sinh của người Ý bao gồm bánh khúc cây, bánh Panettone, bánh Pandoro và bánh Panforte.